# Ostha cambogialis
Ostha cambogialis är en fjärilsart som beskrevs av George Francis Hampson 1926. Ostha cambogialis ingår i släktet Ostha och familjen nattflyn. Inga underarter finns listade i Catalogue of Life.